# 조규성
조규성(曺圭成, 1998년 1월 25일~)은 대한민국의 축구 선수로 포지션은 스트라이커이다. 현재 덴마크 수페르리가의 FC 미트윌란과 대한민국 축구 국가대표팀에서 활동하고 있다.
FIFA 월드컵에서 1경기에 2득점을 기록한 첫 번째 대한민국 선수, 월드컵에서 득점을 기록한 24번째 대한민국 선수, 월드컵에서 1경기에 헤더로 2득점을 기록한 첫 번째 아시아 선수이다.

## 구단 경력

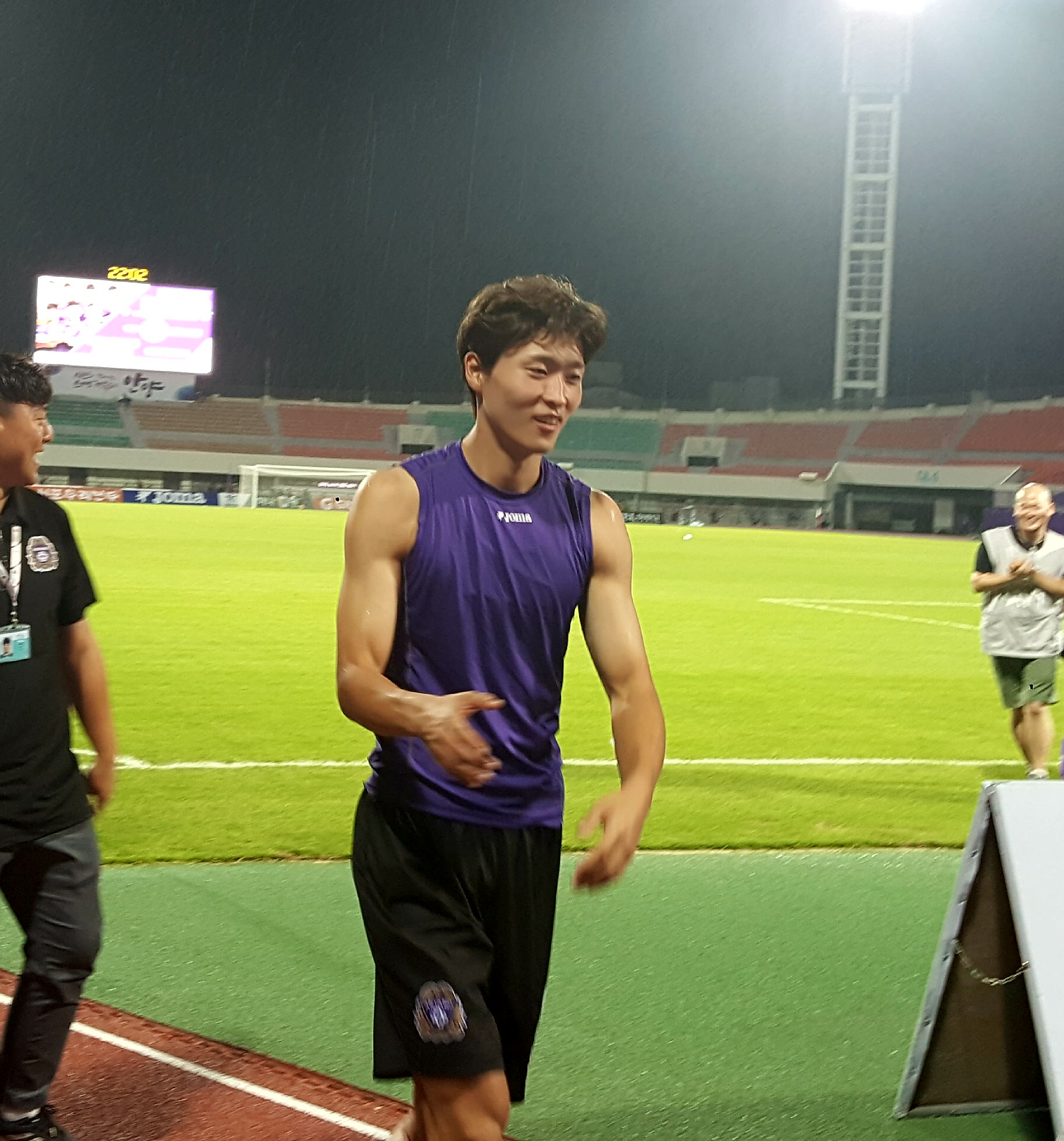
FC 안양 소속 시절의 조규성(2019년)

### FC 안양
경기도 안산시 상록구 본오동에서 태어난 조규성은 FC 안양 유스팀인 안양공업고등학교를 졸업한 뒤 2019년 광주대학교 재학 중 연고 클럽인 FC 안양의 우선 지명을 받으며 FC 안양에 입단했다. 그는 안양 소속으로 프로 무대에 데뷔하면서 FC 안양 최초로 안양의 유스 팀을 거친 선수가 되었다.
2019년 3월 2일 부산 아이파크와의 2019년 K리그2 개막전에 선발 출장하며 프로 데뷔전을 치른 그는 전반 18분 알렉스 몬테이루 지 리마의 득점을 어시스트하며 팀의 4-1 승리에 일조했다. 4월 20일 아산 무궁화와의 7라운드 경기에서 프로 데뷔골을 터뜨리며 2-0 완승에 기여했다. 이후 5월 1일 열린 수원 FC와의 9라운드 경기에서도 멀티골을 터뜨리며 팀의 2-1 승리에 기여했다.
7월 8일에 열린 대전 시티즌과의 18라운드 경기에서도 멀티골을 터뜨리며 2-1 승리에 기여했다. 이러한 활약으로 2019 시즌 리그 14골을 기록하면서 득점 랭킹 3위에 오르며 팀의 플레이오프 진출을 이끌었다. 이후 안양은 플레이오프에서 부산 아이파크에 0-1로 패하며 승강 플레이오프 진출에는 실패했지만 조규성 자신은 2019 시즌 종료 후 K리그2 베스트 11에 선정되었다.

### 전북 현대 모터스 1기
2020 시즌을 앞두고 K리그1의 강호로 평가되는 전북 현대 모터스로 이적했다. 2020년 2월 12일 일본 J1리그의 요코하마 F. 마리노스와의 2020년 AFC 챔피언스리그 H조 조별리그 1차전에서 교체 출전을 통해 전북 현대에서의 데뷔전을 치렀으며 후반 35분 전북 이적 후 첫 골을 넣었으나 팀은 1-2로 패배했다.
그래도 2020 시즌에서 리그 23경기 4골을 비롯해 공식전 34경기 8골·3어시스트를 기록하면서 팀의 더블 달성(2020년 K리그1 우승, 2020년 FA컵 우승)에 일조했다.

### 김천 상무
2021 시즌을 앞두고 군인 축구팀인 김천 상무에 합격한 후 입대했다. 2021 시즌에서는 공식전 27경기 8골·3어시스트를 기록하며 2021년 K리그2 우승 및 2022년 K리그1 승격을 이끌었고 2021년 K리그 어워드 K리그2 베스트 11 공격수 부문 후보에도 이름을 올렸다. 그는 성남 FC와의 2022년 K리그1 23라운드에서 1골 2어시스트를 기록하며 김천의 승리에 일조한 후 이 경기를 끝으로 제대하며 전북으로 복귀했다.

### 전북 현대 모터스 2기
전북 현대로 복귀 후 인천 유나이티드와의 리그 38라운드 최종전에서 터뜨린 멀티골을 비롯해 리그에서 17득점을 기록하며 제주 유나이티드의 주민규와 득점 개수에서 동률을 이뤘지만 주민규보다 출전 경기 수가 적어 리그 득점왕에 이름을 올렸으며 더불어 주민규와 함께 K리그 베스트 11 공격수 부문에 이름을 올렸다.
이후 FC 서울과의 2022년 FA컵 결승전 1차전과 2차전에서 3골을 터뜨렸고 비록 FA컵 경기 출전수가 적었던 포항 스틸러스의 허용준에 밀려 득점왕을 차지하지는 못했지만 팀의 2년만의 FA컵 정상 탈환을 이끈 공을 인정받아 대회의 최우수 선수에 선정되었다.
2023년 7월 9일 전북 현대 모터스는 공식 소셜 미디어를 통해 FC 서울과의 2023년 K리그1 21라운드를 마지막으로 조규성이 전북을 떠난다고 발표했다.

### FC 미트윌란
2023년 7월 11일 덴마크 수페르리가 팀 FC 미트윌란과 5년 계약을 맺었다. 정확한 이적료는 공개되지 않았지만 유럽 축구 이적 전문가의 공식 SNS에 따르면 '이적료는 약 43억원'이라고 밝혔다.
그리고 11일 후 열린 흐비도우레 IF와의 2023-24 시즌 덴마크 수페르리가 개막전에서 자신의 유럽 무대 데뷔전을 가졌다. 이 경기에서 후반 10분 머리로 데뷔골이자 경기의 결승골을 넣으며 팀의 1-0 승리를 이끌었고 이 경기 이후 플레이어 오브 더 매치로 선정되었다.
그 후 8월 18일 키프로스 1부 리그의 AC 오모니아와의 유로파컨퍼런스리그 예선 3라운드 2차전 홈 경기에서 2023-24 시즌 공식전 4번째 득점을 성공시키며 팀의 1·2차전 합계 5-2 역전승과 함께 플레이오프 진출에 기여했다.

## 국가대표팀 경력

### 대한민국 U-23 대표팀
2019년 5월 대한민국 U-23 대표팀에 발탁된 후 2020년 하계 올림픽 아시아 지역 예선을 겸한 대회인 2020년 AFC U-23 챔피언십에 출전하여 이란과의 C조 조별리그 2차전에서 중거리 득점을 기록하며 팀의 2-1 승리에 공헌했고 요르단과의 8강전에서도 헤더 선취골을 터뜨리면서 대한민국의 사상 첫 AFC U-23 아시안컵 우승과 함께 9회 연속 올림픽 본선 진출에 기여했다.

### 대한민국 A 대표팀
2021년 9월 7일 레바논과의 2022년 FIFA 월드컵 아시아 지역 최종 예선 A조 2차전에서 대한민국 국가대표로서 A매치 데뷔전을 치렀다. 2022년 1월 15일 튀르키예 안탈리아에서 열린 아이슬란드와의 평가전에서 A매치 데뷔골을 기록했다.
상무에서의 군 복무를 마치고 전북 현대로 복귀한 뒤 2022년 FIFA 월드컵 26인 최종 엔트리에 선발되며 생애 처음으로 월드컵 무대에 나서게 되었다. 같은 해 11월 28일 카타르 알라이얀의 에듀케이션 시티 스타디움에서 열린 가나와의 2022년 FIFA 월드컵 H조 2차전에서 월드컵 데뷔골이자 대한민국 선수 최초의 월드컵 1경기 2득점을 기록하며 대한민국 축구 월드컵 통산 35호, 36호 골의 주인공이 되었다.

## 통산 기록

### 국가대표팀 득점 기록
| # | 경기일     | 경기장소                | 상대팀         | 득점 | 결과         | 비고                                    |
| - | ---------- | ----------------------- | -------------- | ---- | ------------ | --------------------------------------- |
| 1 | 2022/01/15 | 튀르키예 안탈리아       | 아이슬란드     | 1-0  | 5-1          | 친선 경기                               |
| 2 | 2022/01/27 | 레바논 시돈             | 레바논         | 1-0  | 1-0          | 2022년 FIFA 월드컵 아시아 지역 3차 예선 |
| 3 | 2022/06/14 | 대한민국 서울           | 이집트         | 3-1  | 4-1          | 친선 경기                               |
| 4 | 2022/07/20 | 일본 도요타             | 중화인민공화국 | 3-0  | 3-0          | 2022년 EAFF E-1 풋볼 챔피언십           |
| 5 | 2022/11/28 | 카타르 알라이얀         | 가나           | 1-2  | 2-3          | 2022년 FIFA 월드컵                      |
| 6 | 2022/11/28 | 카타르 알라이얀         | 가나           | 2-2  | 2-3          | 2022년 FIFA 월드컵                      |
| 7 | 2023/09/12 | 잉글랜드 뉴캐슬어폰타인 | 사우디아라비아 | 1-0  | 1-0          | 친선 경기                               |
| 8 | 2023/11/16 | 대한민국 서울           | 싱가포르       | 1-0  | 5-0          | 2026년 FIFA 월드컵 아시아 지역 2차 예선 |
| 9 | 2024/01/30 | 카타르 알라이얀         | 사우디아라비아 | 1-1  | 1-1 (4-2(p)) | 2023년 AFC 아시안컵                     |

## 수상 내역
구단
 전북 현대 모터스
- K리그1: 2020
- FA컵: 2020, 2022

 김천 상무
- K리그2: 2021

 미트윌란
- 수페르리가: 2023-24

국가대표팀
 대한민국 U-23
- AFC U-23 아시안컵: 2020

 대한민국
- EAFF E-1 풋볼 챔피언십 준우승: 2022

개인상
- K리그2 베스트 11: 2019
- K리그1 베스트 11: 2022
- K리그 득점상: 2022
- FA컵 MVP: 2022

기타
- Edurank(세계대학순위 랭크기관) 선정, '2024 주목할만한 광주대학교 동문' 1위[13]